# Encarsia bothrocera
Encarsia bothrocera är en stekelart som beskrevs av Huang och Andrew Polaszek 1998. Encarsia bothrocera ingår i släktet Encarsia och familjen växtlussteklar.
Artens utbredningsområde är Taiwan. Inga underarter finns listade i Catalogue of Life.